# Pilaren van Ashoka

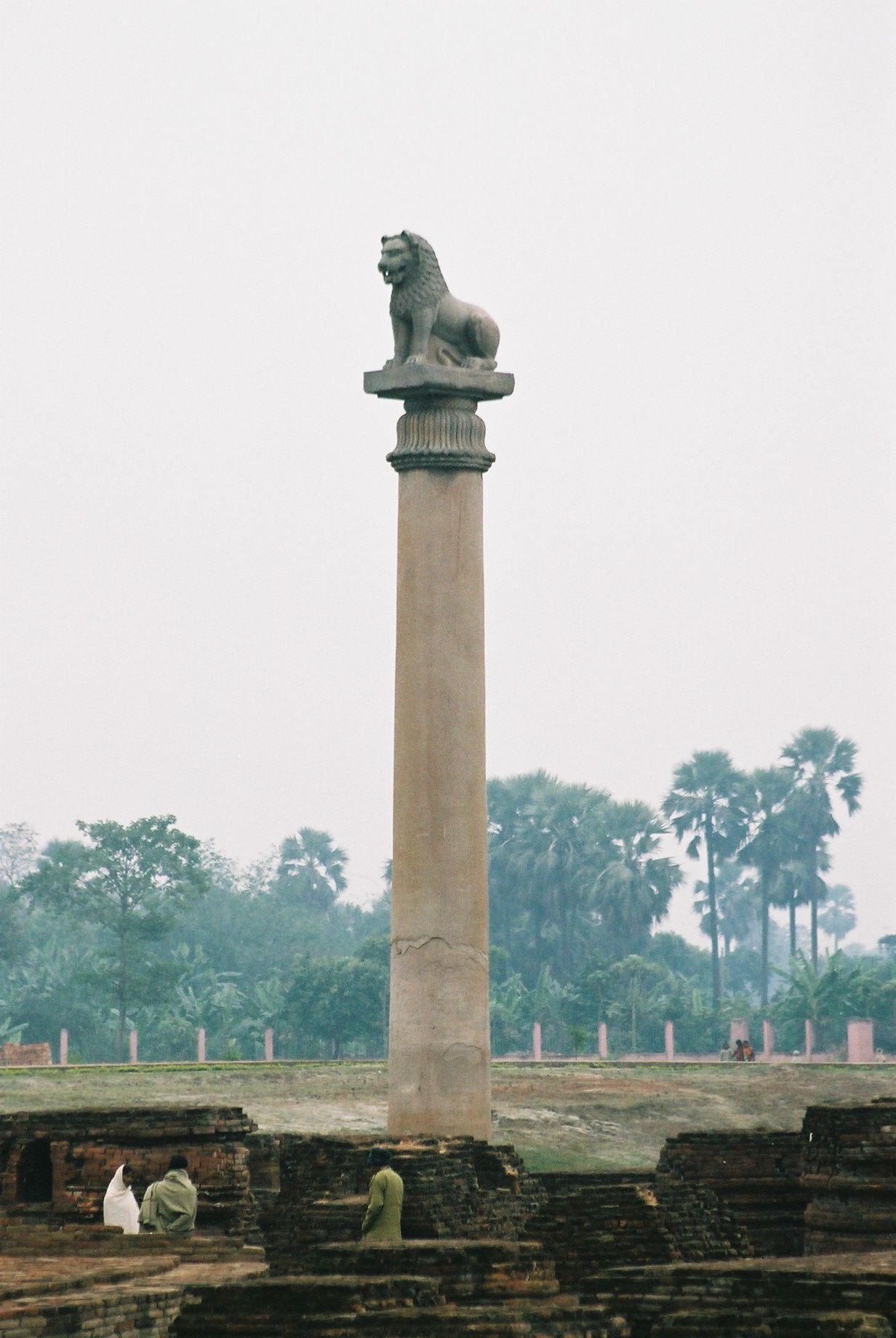
De Ashokapilaar van Vaishali

De pilaren van Ashoka staan verspreid over het noorden van India. Deze zijn hier waarschijnlijk neergezet door de Maurya-koning Ashoka die in de 3e eeuw v.Chr. over het het subcontinent regeerde.
Een van de bekendste is die van Sarnath. Deze zou de plek markeren waar Gautama Boeddha voor het eerst zijn Dhamma zou hebben onderwezen en die het begin vormde van de Boeddhistische Sangha. Het kapiteel van deze pilaar is verwerkt in het nationale embleem van India.